# Commissaire aux droits de l'homme de la Verkhovna Rada d'Ukraine
En Ukraine, le Commissaire aux droits de l'homme de la Verkhovna Rada d'Ukraine est une autorité administrative de la Rada.

## Liste des défenseurs des droits Humains
- 14 avril 1998 - 14 avril 2012 Nina Karpatchova.
- 27 avril 2012 — 15 mars 2018 : Valeriya Loutkovska.
- 15 mars 2018 — 31 mai 2022 : Lioudmyla Denissova.
- à partir du 1er juillet 2022 : Dmytro Loubinets.